# MotoE
MotoE é a categoria elétrica do Campeonato Mundial de Motovelocidade, o mais antigo Campeonato do Mundo de desportos motorizados – o primeiro ano de competição teve lugar em 1949.
A primeira edição da Taça do Mundo de MotoE foi disputada em 2019, tendo em 2023 passado a campeonato do Mundo.

## Especificações técnicas
Entre 2019 e 2022 foram utilizadas motos Energica Ego Corsa. Desde 2023 são utilizadas motos Ducati:
- Motor: Síncrono AC refrigerado a óleo com ímãns permanentes
- Potência Máxima Contínua: 120 kW (160 hp/cv)
- Aceleração: 0-100 km/h em três segundos
- Velocidade máxima: 270 km/h
- Binário: 200 N•m (147,5 lb•ft) a 5.000 rpm
- Quadro: treliça de aço tubular
- Peso: 258–280 kg
- Braço oscilante: Alumínio fundido
- Freios: Pacote Brembo: discos de aço de 330 mm, pinças monobloco de quatro pistões niquelados, pastilhas Z04 e cilindro mestre Brembo
- Rodas: aros de alumínio forjado Marchesini de 7 raios
- Acelerador: Ride-by-wire
- Bateria: íons de lítio de baixa tensão
- Carregamento: 0-85 por cento em cerca de 20 minutos, através da tecnologia de carregamento rápido DC integrada desenvolvida pela CCS Combo

## História
Em 2013 a FIM lançou o FIM eRoad Racing World Cup, seu primeiro campeonato de motocicletas elétricas Após a unificação da antiga série TTXGP com a FIM "e- Power "série de corridas de motocicleta elétrica.
A Copa do Mundo eRoadRacing de 2013 foi planejada para consistir em 4 corridas na Europa e 4 na América do Norte, com uma final mundial na Ásia. No entanto, apenas 6 eventos (4 na Europa e 2 na América do Norte) ocorreram de fato. As corridas restantes tiveram que ser canceladas porque as restrições de tempo não permitiram que os organizadores encontrassem locais adequados. Como não houve Final Mundial, foram anunciados dois vencedores separados para as duas séries: Ho Chi Fung (China) para a série europeia e Eric Bostrom (Estados Unidos) para a série norte-americana.
Havia uma programação para os dois anos seguintes, que acabaria por levar a um Campeonato do Mundo completo. No entanto, a série não foi continuada em 2014. Eventualmente, em 2018, a FIM anunciou um campeonato promovido pela Dorna, o FIM Enel MotoE, com início em 2019.
Durante o evento realizado na ‘Officine Farneto’ em Roma, em fevereiro de 2018, a Dorna Sports apresentou a série elétrica Moto E, nova categoria de apoio da MotoGP. A empresa de energia Enel foi confirmada como patrocinador titular da série e a moto que será usada na categoria foi revelada, a ‘Energica Ego’.
Na temporada inicial participaram 12 equipas tendo se classificado 18 pilotos, todos com as mesmas motos da empresa italiana Energica Ego.

## Campeões
| Ano  | GP's | Campeão                                 | Vice-Campeão                            | Terceiro classificado                     | Info  |
| ---- | ---- | --------------------------------------- | --------------------------------------- | ----------------------------------------- | ----- |
| 2019 | 6    | Matteo Ferrari (Gresini Racing)         | Bradley Smith (One Energy Racing)       | Eric Granado (Avintia Esponsorama Racing) | [ 6 ] |
| 2020 | 7    | Jordi Torres (Pons Racing)              | Matteo Ferrari (Gresini Racing)         | Dominique Aegerter (Dynavolt Intact GP)   | [ 7 ] |
| 2021 | 7    | Jordi Torres (Pons Racing)              | Dominique Aegerter (Dynavolt Intact GP) | Matteo Ferrari (Gresini Racing)           | [ 8 ] |
| 2022 | 6    | Dominique Aegerter (Dynavolt Intact GP) | Eric Granado (LCR E-Team)               | Matteo Ferrari (Gresini Racing)           |       |
| 2023 | 8    | Mattia Casadei (HP Pons Los40)          | Jordi Torres (Openbank Aspar Team)      | Matteo Ferrari (Felo Gresini MotoE)       |       |

## Estatísticas

### Títulos por piloto
| Piloto             | Total | Títulos    |
| ------------------ | ----- | ---------- |
| Jordi Torres       | 2     | 2020, 2021 |
| Matteo Ferrari     | 1     | 2019       |
| Dominique Aegerter | 1     | 2022       |
| Mattia Casadei     | 1     | 2023       |

### Títulos por país
| País    | Total | Títulos    |
| ------- | ----- | ---------- |
| Espanha | 2     | 2020, 2021 |
| Itália  | 2     | 2019, 2023 |
| Suíça   | 1     | 2022       |

### Títulos por construtor
| Construtor | Total | Títulos                |
| ---------- | ----- | ---------------------- |
| Energica   | 4     | 2019, 2020, 2021, 2022 |
| Ducati     | 1     | 2023                   |

### Títulos por equipe
| Equipe             | Total | Títulos          |
| ------------------ | ----- | ---------------- |
| Pons Racing        | 3     | 2020, 2021, 2023 |
| Gresini Racing     | 1     | 2019             |
| Dynavolt Intact GP | 1     | 2022             |